# D'abord, c'est quoi l'amour
D'abord, c'est quoi l'amour è il sesto singolo tratto dall'album Incognito della cantante canadese Céline Dion, pubblicato nell'ottobre 1988 in Canada.

## Contenuti, successo commerciale e pubblicazioni
D'abord, c'est quoi l'amour raggiunse la prima posizione della Quebec Singles Chart, rimanendovi per due settimane. Entrò in classifica il 17 ottobre 1988 e vi rimase ventiquattro settimane in totale.
Il singolo fu pubblicato sul lato A del disco mentre il lato B includeva la canzone vincitrice dell'Eurovision Song Contest 1988, Ne partez pas sans moi, brano pubblicato come singolo in Europa e non in Canada.

## Formati e tracce
LP Singolo 7" (Canada) (CBS: C5 3059)
1. D'abord, c'est quoi l'amour – 4:05 (Eddy Marnay, Steven Tracey)
2. Ne partez pas sans moi (Grand Prix Eurovision 1988) – 3:07 (Atilla Şereftuğ, Nella Martinetti)

## Classifiche
| Classifica (1988) | Posizione massima raggiunta |
| ----------------- | --------------------------- |
| Québec (ADISQ)    | 1                           |